# Simão Sessim
Simão Sessim (Rio de Janeiro, 8 de dezembro de 1935 – Rio de Janeiro, 16 de agosto de 2021) foi um advogado, professor e político brasileiro filiado ao Progressistas (PP) que exerceu o décimo mandato consecutivo de deputado federal pelo Rio de Janeiro.
Primo de Farid Abrão David e do patrono da Beija-Flor de Nilópolis Anísio Abraão David. Seu filho Sérgio Sessim foi eleito prefeito de Nilópolis em 2008.

## Biografia
Filho de Sessim David e Regina Simão. Advogado formado em 1969 pela Universidade Gama Filho assumiu a direção do Instituto de Educação Rangel Pestana em Nova Iguaçu em 1964 onde permaneceu até ser nomeado Secretário Municipal de Educação em 1969 e chefe de gabinete da prefeitura. Foi procurador-geral de Nilópolis e assessorou a presidência da Fundação para o Desenvolvimento da Região Metropolitana do Rio de Janeiro (FUNDREN) no governo Faria Lima.
Membro da UDN antes do Regime Militar de 1964 foi eleito prefeito de Nilópolis em 1972 pela ARENA e nesta legenda foi eleito deputado federal pelo Rio de Janeiro em 1978 sendo reeleito pelo PDS em 1982 e nesse novo mandato ausentou-se da votação da Emenda Dante de Oliveira em 1984 e votou em Tancredo Neves no Colégio Eleitoral em 1985, fato que o fez ingressar no PFL renovando o mandato em 1986 e 1990. Partícipe da Assembleia Nacional Constituinte que elaborou a Constituição de 1988, votou pelo impeachment de Fernando Collor em 29 de setembro de 1992 filiando-se ao PPR e ao PSDB pelo qual perdeu a prefeitura de Nilópolis em 1996. Filiado ao PPB foi reeleito em 1998 e 2002 obtendo novos mandatos pelo PP em 2006 e 2010. Em 17 de abril de 2016, votou favoravelmente pelo impeachment da presidente Dilma Rousseff.
Já durante o Governo Michel Temer, votou a favor da PEC do Teto dos Gastos Públicos. Em abril de 2017 foi favorável à Reforma Trabalhista. Em agosto de 2017 votou a favor do presidente Michel Temer, no processo em que se pedia abertura de investigação, e que poderia lhe afastar da presidência da república.
Simão morreu em 16 de agosto de 2021 no Hospital Pró-Cardíaco no Rio de Janeiro, aos 85 anos de idade, em decorrência da Covid-19.

## Suposto envolvimento em corrupção
Simão foi investigado pelo Supremo Tribunal Federal por ser acusado por delatores de receber propina no escândalo conhecido como Petrolão que desviava recursos da estatal Petrobras. Seu inquérito foi arquivado pelo ministro Teori Zavascki em 16 de junho de 2016, atendendo ao pedido de arquivamento do procurador-geral da República Rodrigo Janot, que não viu indícios mínimos para o prosseguimento das investigações.